# Lünern
Lünern, zwischen Mühlhausen und Hemmerde am Hellweg gelegen, bildet zusammen mit Stockum seit 1968 eine Ortschaft der Stadt Unna. Sie liegt ca. sechs Kilometer östlich der Kreisstadt und etwa einen Kilometer nördlich der Bundesstraße 1, die hier parallel zum Hellweg verläuft. Sie hat mehr als 2100 Einwohner.

## Geschichte

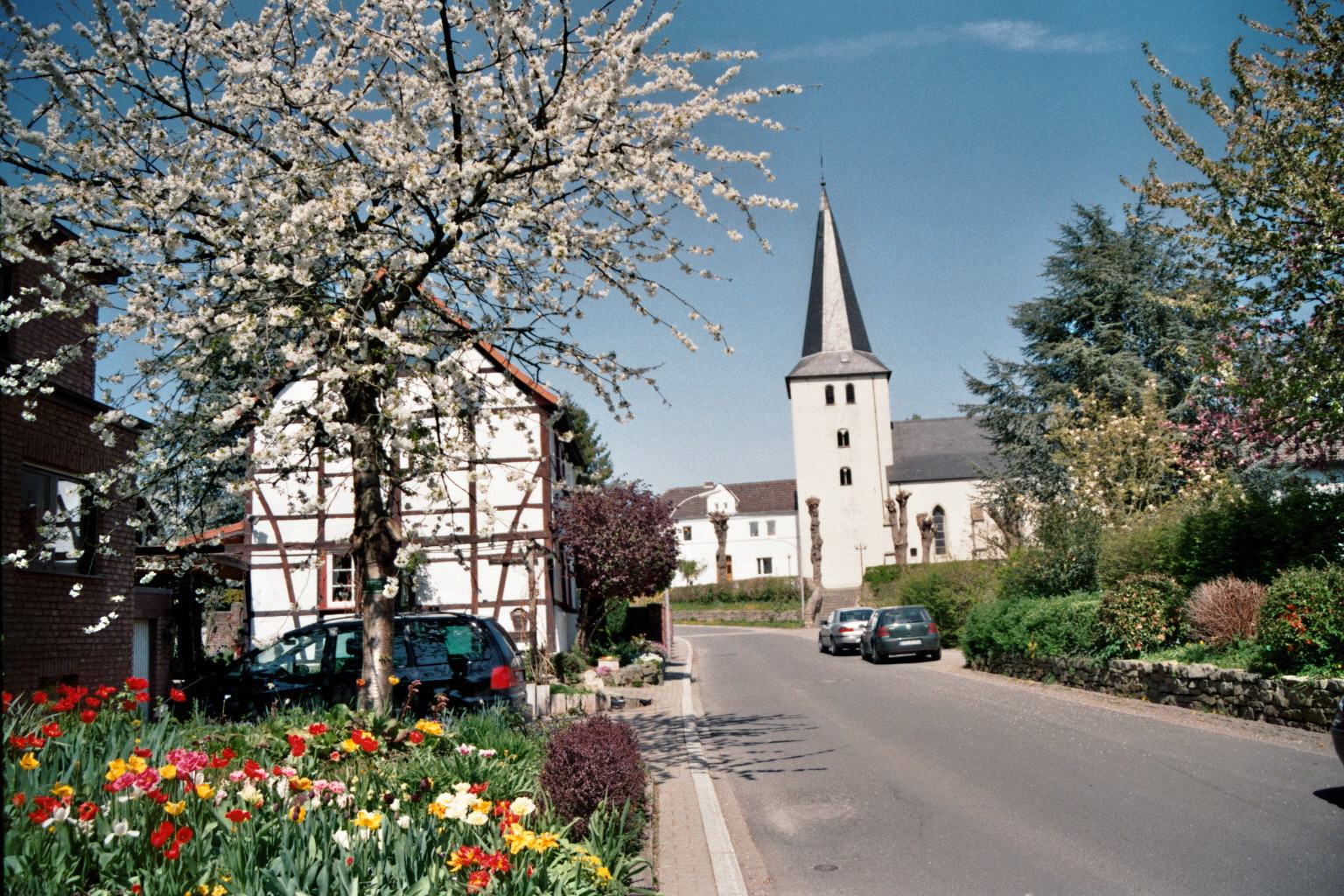
Evangelische Kirche Lünern. Dreijochiger Saalbau mit Westturm aus dem 12. Jahrhundert

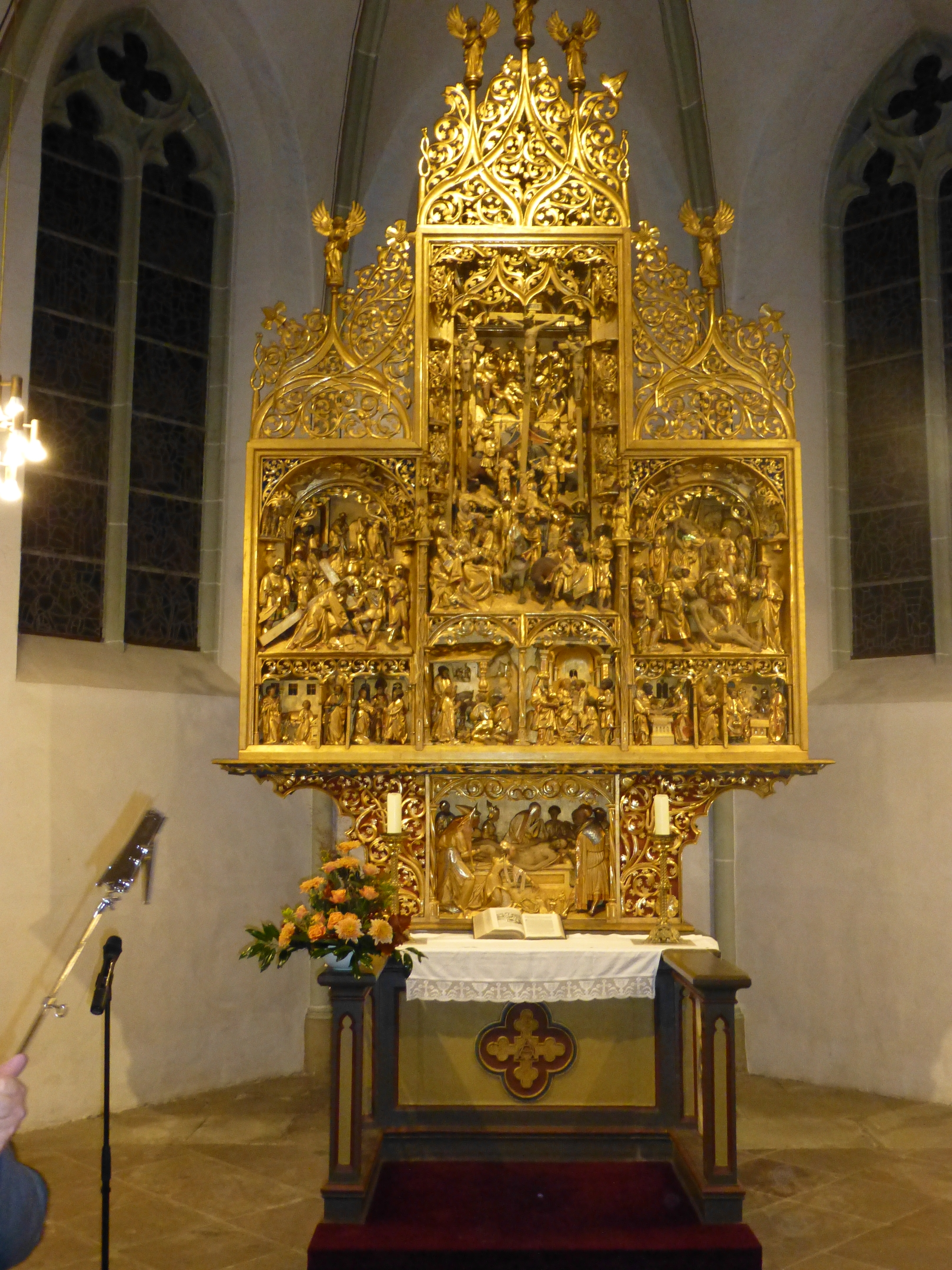
Flandrischer Schnitzaltar um 1525 in der Lünerner Kirche

Karl der Große eroberte 775 n. Chr. die sächsische Hohensyburg im Süden des heutigen Dortmund und in der Folgezeit den Raum Unna. Das Gebiet wurde dem fränkischen Reich einverleibt und der Hellweg zu einer wichtigen Etappenstraße. Nach der Einführung des Christentums wurde das Gebiet südlich der Lippe dem Bistum Köln eingegliedert. Die erste urkundliche Erwähnung Lünerns stammt aus dem 12. Jahrhundert, nach der die Abtei Werden um 1150 Besitz in „Liunere“ hatte. Der Ortsname, der ebenfalls in Lünen und Lüneburg vorkommt, kann Schutz bedeuten. Im 13. Jahrhundert war Lünern, wie Unna, Teil der Grafschaft Altena und seit 1243 der Grafschaft Mark. Bis 1288 (Schlacht von Worringen) bestand aber noch die Lehnshoheit des Kölner Erzbischofs. Der Kirchhof in Lünern wurde 1239 erstmals urkundlich erwähnt, die Kirche zu Lünern erstmals im Jahr 1291; doch es gilt als sicher, dass sie schon um das Jahr 1100 auf den Grundmauern einer Kapelle aus der Zeit Karls des Großen (s. o.) erbaut wurde. Sie zählt zu den ersten Steinkirchen, die am Hellweg im romanischen Baustil errichtet worden sind. Gründer und Patronatsherr war wahrscheinlich die adelige Familie Volenspit. 1454 und 1467 stifteten Dirk Smeling und dessen Neffe Diederich Schmelingk Land und Geld für eine Vikarie in Lünern, die bis 1805 bestand. 1472 ist als Herstellungsjahr auf der ältesten Glocke der Lünerner Kirche notiert. Etwa um 1545 wurde durch den Pfarrer Heinrich von Steinen, einen ehemaligen Schüler des Klosters Scheda, die Reformation eingeführt. Als 1609 die Grafschaft Mark an das Kurfürstentum Brandenburg kam, wurde Lünern erstmals brandenburgisch.
Als im Sommer 1597 in Unna die „Pest“ ausbrach, starben von 2500 Bürgern mehr als 1400. Vergleichbare Todesraten gab es in den umliegenden Dörfern wie zum Beispiel in Lünern. Im verheerenden Dreißigjährigen Krieg (1618–1648) stagnierte oder fiel die Zahl der Bevölkerung ebenfalls. In diesem Krieg litt Lünern, wie viele andere Dörfer und Städte am Hellweg, unter den häufigen Plünderungen und Kontributionen durchziehender Soldaten, so zum Beispiel der „Pappenheimer“ im Sommer 1632 und der Hessen im Herbst 1635. Man suchte Schutz auf Adelssitzen, z. B. auf Haus Heyde im letzten Drittel der 1630er-Jahre. Die Lünerner Kirche stand zeitweise „offen und wueste und Hasen hetten darinnen gespuret“. Im Jülich-Klevischen Erbfolgestreit fielen Unna und Lünern 1666 endgültig an Brandenburg, dessen Landesherr, Kurfürst Friedrich Wilhelm (auch der Große Kurfürst genannt), bereits 1649 das Patronat über die Lünerner Kirche erworben hatte, das vorher von den Besitzern des Hauses Heeren ausgeübt worden war. Die Kurfürsten und ihre Nachfolger, die preußischen Könige, machten von ihrem damit verbundenen Recht der Pfarrereinsetzung auch Gebrauch: So wurde 1699 auf Anweisung Friedrichs I. der Feldprediger im Schlabrendorfschen Regiment, Bernhard Heinrich Krupp, Pfarrer in Lünern. Ab 1701 gehörte Lünern zum neuen Königreich Preußen (vormals Brandenburg-Preußen), das 1871 ein Teil des Deutschen Reiches wurde.
Hermann Alexander Roëll wurde 1653 auf dem Gut Dölberg in Nordlünern geboren, er war Philosoph und Theologe.
Bis zum Beginn des 20. Jahrhunderts war Lünern rein landwirtschaftlich geprägt. Große Bauernhöfe bestimmten das Erscheinungsbild. Ende des 19. Jahrhunderts siedelten sich im Zuge der Industriellen Revolution Zuwanderer aus Niederschlesien an, die als Bergleute in den nahegelegenen Zechen in Königsborn und Bönen (Schacht 3 der Zeche Königsborn) Steinkohle förderten. 1898 erhielt Lünern mit einem Bahnhof Anschluss an die schon 1855 gebaute Eisenbahnlinie Dortmund – Unna – Soest.
Im Ersten Weltkrieg fielen 32 Soldaten aus Lünern und Stockum. Im Zweiten Weltkrieg verloren 107 Soldaten ihr Leben, davon die Hälfte an der Ostfront. Nachdem bereits im Ersten Weltkrieg die größte Glocke aus dem Jahr 1771 eingeschmolzen worden war, mussten am 5. März 1942 zwei weitere Glocken der Lünerner Kirche, die kleinste von 1472 und die mittlere von 1601, für Rüstungszwecke abgeliefert werden. Beide Glocken überstanden den Zweiten Weltkrieg, wurden im Juni 1945 im etwa 40 Kilometer entfernten Lünen auf dem Lagerplatz des „Kupferwerks Kayser“ wiederentdeckt und in der Lünerner Kirche neu eingesetzt. In den letzten Monaten des Krieges war das Dorf durch feindliche Flugzeuge so gefährdet, dass das Lünerner Presbyterium am 26. Januar 1945 den Gemeindemitgliedern empfahl, „künftig bei Beerdigungen nicht mehr im geschlossenen Zuge dem Leichenwagen zu folgen“.
In den letzten Tagen des Zweiten Weltkriegs erlitt die evangelische Kirche durch Artilleriebeschuss schwere Schäden: Das Kirchendach und vor allem die unersetzlichen Fenster im Chor wurden völlig zerstört. Nordlünern, Lünern und Mühlhausen wurden am 9./10. April 1945 von Truppen der 95. US-Infanterie-Division besetzt. Auf dem Lünerner Friedhof liegen zehn Soldaten begraben, davon acht aus Wien, die bei diesen Kämpfen in Mühlhausen gefallen sind. US-amerikanischen Soldaten verhielten sich zügellos, nachdem sie den Weinkeller eines Bauern in Nordlünern geplündert und danach die Weinflaschen an Ort und Stelle leergetrunken hatten.
Erst im Zweiten Weltkrieg und danach wuchs die sehr kleine Zahl der Katholiken in Lünern durch Evakuierte aus dem Ruhrgebiet und Heimatvertriebene. Für sie wurde 1955 die katholische Antonius-Kapelle errichtet. Am 1. Januar 1968 wurde Lünern (zusammen mit Stockum) als eine von neun Ortschaften in die Kreisstadt Unna eingegliedert.

## Bevölkerungsentwicklung
Als im Sommer 1597 in Unna die Pest ausbrach, starben von 2500 Bürgern etwa 1400. Ähnliche Todesraten zwischen 50 % und 60 % gab es auch in den umliegenden Dörfern wie zum Beispiel in Lünern. Im verheerenden Dreißigjährigen Krieg (1618–1648) stagnierte oder fiel die Zahl der Bevölkerung ebenfalls.
| Jahr | Einwohner |  | Jahr | Einwohner |  | Jahr | Einwohner |
| ---- | --------- |  | ---- | --------- |  | ---- | --------- |
| 1739 | 0303      |  | 1939 | 1035      |  | 1996 | 2082      |
| 1797 | 0497      |  | 1956 | 1277      |  | 2002 | 2168      |
| 1804 | 0400      |  | 1961 | 1141      |  | 2012 | 2130      |
| 1849 | 0780      |  | 1967 | 1569      |  | 2013 | 2104      |
| 1910 | 1115      |  | 1987 | 1978      |  |      |           |
| 1933 | 1049      |  | 1991 | 2063      |  |      |           |

Seit dem Beginn des 21. Jahrhunderts ging die Zahl der Bevölkerung in Lünern um etwa 3 % zurück.

## Verkehr

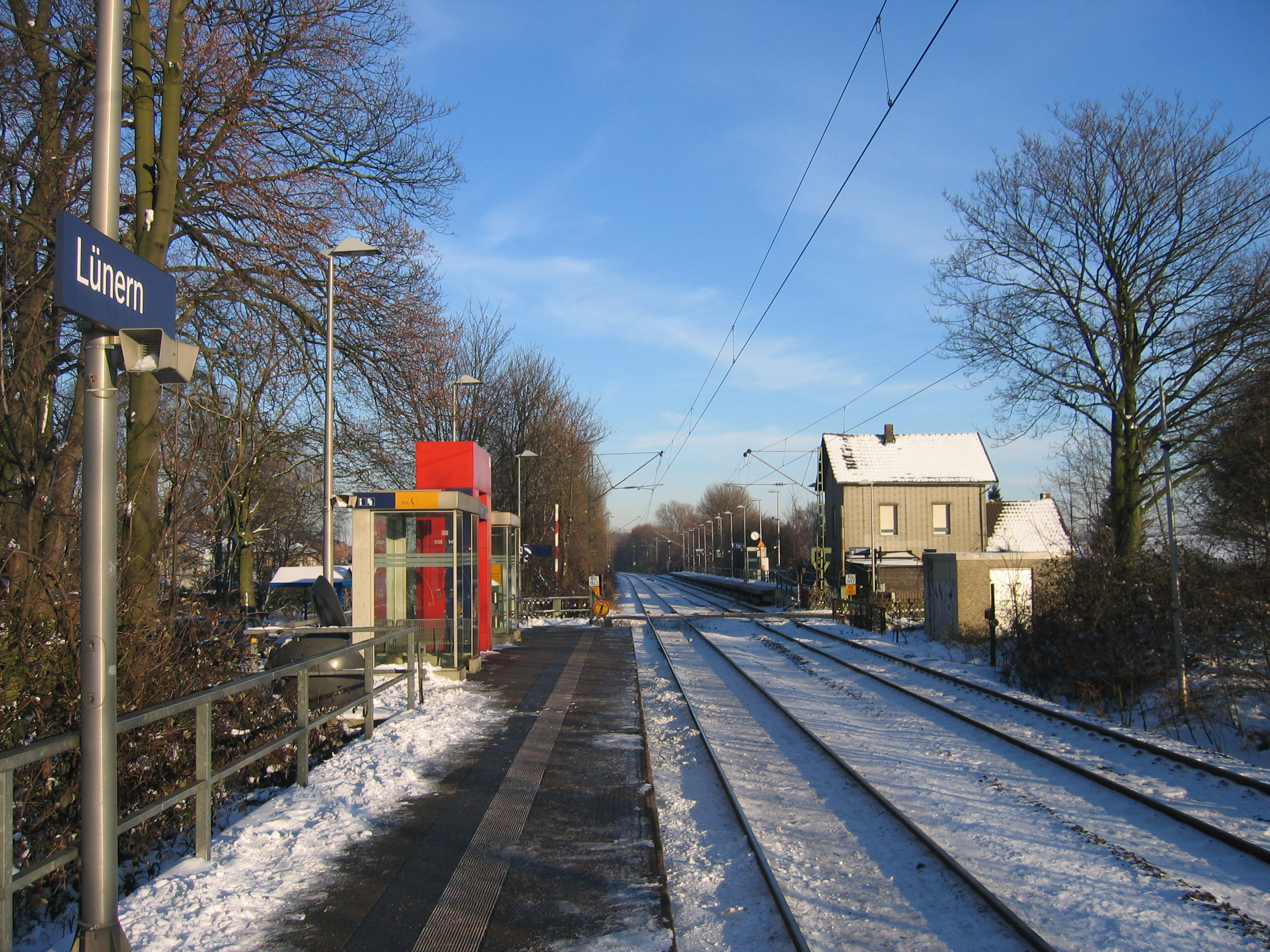
Bahnhaltepunkt Lünern

Etwa einen Kilometer südlich verläuft die Bundesstraße 1, die 1818 als sogenannte Kunststraße den historischen Hellweg ersetzte. Das Autobahnkreuz Dortmund/Unna ist acht Kilometer entfernt.
Der Bahnhof liegt an der Bahnstrecke Dortmund–Soest. Hier verkehren halbstündlich die Züge der Eurobahn (RB 59).
| Linie | Verlauf | Takt                                           |
| ----- | --- | ---------------------------------------------- |
| RB 59 | Hellweg-Bahn: Dortmund Hbf – Dortmund Signal-Iduna-Park – Dortmund-Hörde – Dortmund-Aplerbeck – Dortmund-Sölde – Holzwickede – Unna – Lünern – Hemmerde – Werl – Westönnen – Soest Stand: Fahrplanwechsel Dezember 2023 | 30 min (werktags) 60 min (sonn- und feiertags) |

## Dorfladen
Nach der Aufgabe des Lebensmittelladens „Onkel Emma“ gibt es in Lünern keine Einkaufsmöglichkeit für Lebensmittel und Dinge des täglichen Bedarfs. Die nächsten Gelegenheiten dafür sind in Mühlhausen und Hemmerde vorhanden. Um auch in Lünern und für Stockum  wieder eine Einkaufsmöglichkeit vor Ort zu haben, hat sich 2018 die Initiative „Wir in Lünern e. V.“ gegründet, die sich an dem vom Stadtrat Unna beschlossenen Dorfinnenentwicklungskonzept (DIEK) orientiert. Ihre Hauptanliegen sind
- die Versorgung der Dorfbewohner mit Dingen des täglichen Bedarfs
- ein lebendiger Treffpunkt mitten im Dorf und ein integriertes Café
- Dorfladen soll fußläufig erreichbar sein
- evtl. auch ein zusätzlicher Mehrzweckraum für Vereine, Kurse, Feiern usw.[38]

## Lünerner Bach

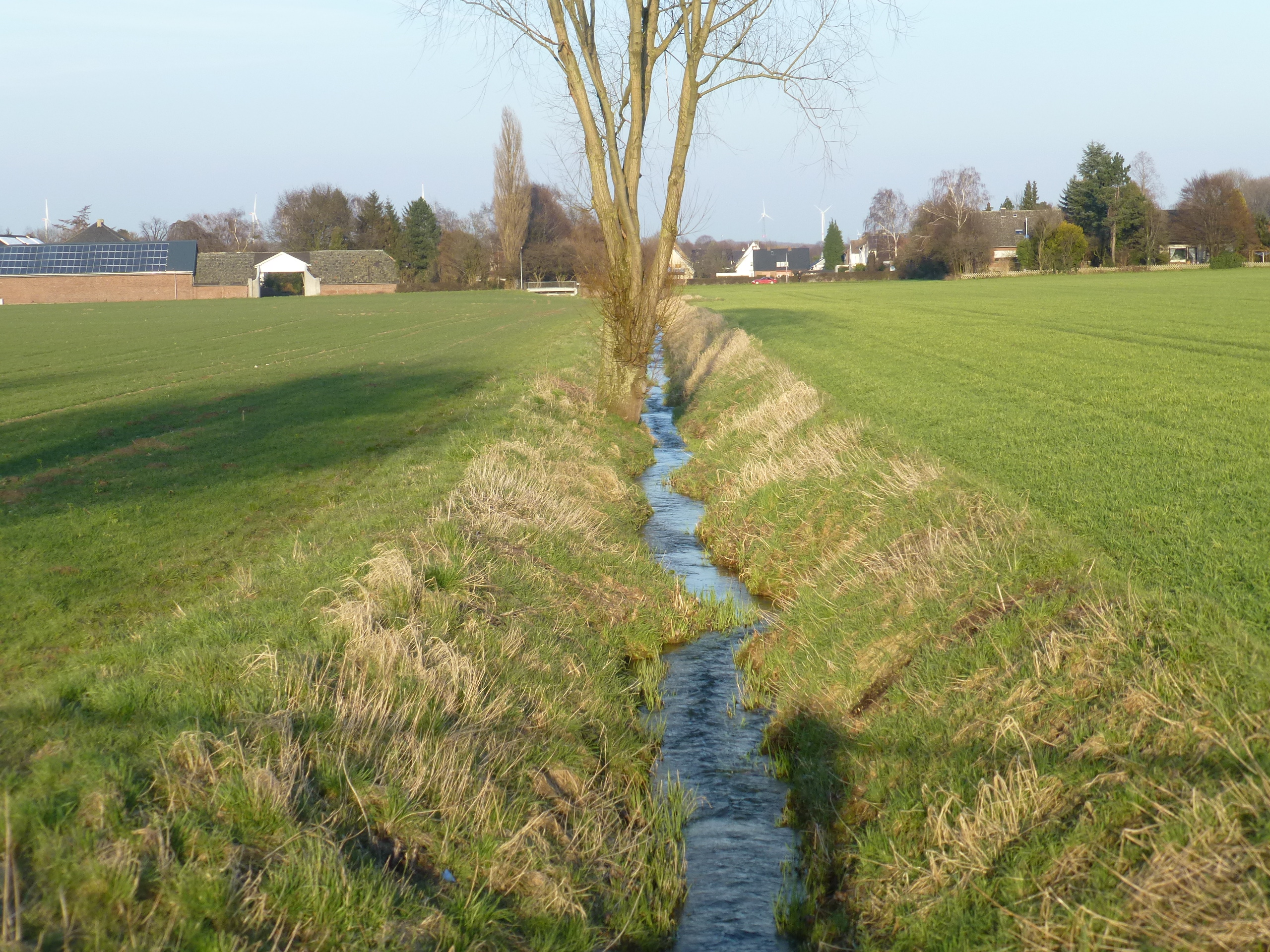
Blickrichtung Ost auf Lünern, Fließrichtung des Lünerner Bachs ebenso.

Der Lünerner Bach durchfließt die Ortschaft von West nach Ost. Östlich von ihr verläuft er direkt parallel zum „Vöhdeweg“. Nach ungefähr 200 Metern nimmt der Bach die Nordostrichtung, während der Vöhdeweg weiter in östlicher Richtung verläuft. Seit 2016 verhindert die Bimbergtalsperre mit einem elf Meter hohen Erddamm diese Überflutungen hier und anderswo.
Möglicherweise hat die österreichische Fachbaufirma „das Kind mit dem Bad ausgeschüttet“, denn in den Jahren danach (Stand Januar 2020) hat der Bach jeweils nur wenige Tage lang etwas Wasser geführt, zumeist nicht mehr als 6 bis 8 Zentimeter.
Pegelstand am 31. 12. 2019: 8 cm

Pegelstand am 17. 01. 2020: 1,5 cm

Pegelstand am 29. 02. 2020: 8,5 cm.

Pegelstand am 04. 03. 2020: 22 cm.

Pegelstand am 16. 04. 2020: 2,0 cm

Pegelstand am 20. 02. 2021: 13 cm

Wenn er Wasser führte, dann zumeist nur für ein paar Tage.

## Persönlichkeiten
- Ludwig Polscher (* 8. März 1820 in Hohenlimburg; † 17. Oktober 1909 in Unna) war ein deutscher evangelischer Geistlicher und Präses der Westfälischen Provinzialsynode der Evangelischen Kirche Preußens.